# 大昌汗镇
大昌汗镇，是中华人民共和国陕西省榆林市府谷县下辖的一个乡镇级行政单位。

## 行政区划
大昌汗镇下辖以下地区：
大昌汗村、刘三石岩村、哈业乌素村、石籽墕村、后五当村、松宏湾村、那孟家沟村和石岩塔村。